# Zapasy na Letnich Igrzyskach Olimpijskich 1928 – waga półciężka mężczyzn w stylu klasycznym
Rywalizacja w wadze do 82,5 kg w zapasach w stylu klasycznym na Letnich Igrzyskach Olimpijskich 1928 została rozegrana w dniach 2–5 sierpnia. 
W zawodach wzięło udział 17 zawodników.

## Format zawodów
Punktacja opierała się na zasadzie "złych punktów karnych". Zawodnik za wygranie walki przez położenie na łopatki przeciwnika otrzymywał 0 punktów a 1 punkt za zwycięstwo ogłoszone decyzją sędziów. Za przegraną zawodnik otrzymywał 3 punkty. Uzyskanie 5 lub więcej punktów skutkowało wyeliminowaniem zawodnika z zawodów.

## Wyniki

### Runda pierwsza
| Punkty karne | Zwycięzca       | Wynik                | Przegrany        | Punkty karne |
| ------------ | --------------- | -------------------- | ---------------- | ------------ |
| 1            | Adolf Rieger    | decyzja sędziów      | Ejnar Hansen     | 3            |
| 0            | Robert Gaupset  | położenie na łopatki | Johan Heijm      | 3            |
| 0            | Otto Pohla      | położenie na łopatki | Max Studer       | 3            |
| 1            | Onni Pellinen   | decyzja sędziów      | Calle Westergren | 3            |
| 0            | Imre Szalay     | położenie na łopatki | Kārlis Pētersons | 3            |
| 1            | Josef Vávra     | decyzja sędziów      | Bela Juhasz      | 3            |
| 1            | Émile Clody     | decyzja sędziów      | A. Şefik         | 3            |
| 0            | Ibrahim Mustafa | położenie na łopatki | Nicolas Appels   | 3            |
| 0            | Jan Gałuszka    |                      | bye              | bye          |

### Runda druga
| Punkty karne | Zwycięzca        | Wynik                | Przegrany      | Punkty karne |
| ------------ | ---------------- | -------------------- | -------------- | ------------ |
| 3            | Ejnar Hansen     | położenie na łopatki | Jan Gałuszka   |              |
| 2            | Adolf Rieger     | decyzja sędziów      | Robert Gaupset | 3            |
| 3            | Johan Heijm      | położenie na łopatki | Max Studer     | 6            |
| 2            | Onni Pellinen    | decyzja sędziów      | Otto Pohla     | 3            |
| 1            | Imre Szalay      | decyzja sędziów      | Josef Vávra    | 4            |
| 3            | Kārlis Pētersons | położenie na łopatki | Bela Juhasz    | 6            |
| 3            | Nicolas Appels   | położenie na łopatki | Émile Clody    | 4            |
| 1            | Ibrahim Mustafa  | decyzja sędziów      | A. Şefik       | 3            |

### Runda trzecia
| Punkty karne | Zwycięzca       | Wynik                | Przegrany        | Punkty karne |
| ------------ | --------------- | -------------------- | ---------------- | ------------ |
| 2            | Adolf Rieger    | położenie na łopatki | Jan Gałuszka     |              |
| 3            | Ejnar Hansen    | położenie na łopatki | Robert Gaupset   | 6            |
| 3            | Otto Pohla      | położenie na łopatki | Johan Heijm      | 6            |
| 2            | Onni Pellinen   | położenie na łopatki | Kārlis Pētersons | 6            |
| 4            | Émile Clody     | decyzja sędziów      | Imre Szalay      | 5            |
| 3            | Nicolas Appels  | położenie na łopatki | Josef Vávra      | 7            |
| 1            | Ibrahim Mustafa |                      | bye              | bye          |

### Runda czwarta
| Punkty karne | Zwycięzca       | Wynik                | Przegrany    | Punkty karne |
| ------------ | --------------- | -------------------- | ------------ | ------------ |
| 1            | Ibrahim Mustafa | położenie na łopatki | Ejnar Hansen | 6            |
| 3            | Adolf Rieger    | decyzja sędziów      | Otto Pohla   | 6            |
| 2            | Onni Pellinen   | położenie na łopatki | Imre Szalay  | 7            |
| 3            | Nicolas Appels  |                      | bye          | bye          |

### Runda piąta
| Punkty karne | Zwycięzca       | Wynik                | Przegrany      | Punkty karne |
| ------------ | --------------- | -------------------- | -------------- | ------------ |
| 3            | Adolf Rieger    | położenie na łopatki | Nicolas Appels | 6            |
| 2            | Ibrahim Mustafa | decyzja sędziów      | Onni Pellinen  | 5            |

### Runda szósta
| Punkty karne | Zwycięzca       | Wynik           | Przegrany    | Punkty karne |
| ------------ | --------------- | --------------- | ------------ | ------------ |
| 3            | Ibrahim Mustafa | decyzja sędziów | Adolf Rieger | 3            |

### Klasyfikacja końcowa
| Pozycja | Zawodnik         | Narodowość       |
| ------- | ---------------- | ---------------- |
| 1.      | Ibrahim Mustafa  | Królestwo Egiptu |
| 2.      | Adolf Rieger     | Niemcy           |
| 3.      | Onni Pellinen    | Finlandia        |
| 4.      | Nicolas Appels   | Belgia           |
| 5.      | Ejnar Hansen     | Dania            |
| 5.      | Imre Szalay      | Węgry            |
| 7.      | Otto Pohla       | Estonia          |
| 8.      | Robert Gaupset   | Norwegia         |
| 8.      | Johan Heijm      | Holandia         |
| 8.      | Kārlis Pētersons | Łotwa            |
| 8.      | Josef Vávra      | Czechosłowacja   |
| 8.      | Émile Clody      | Francja          |
| 8.      | Jan Gałuszka     | Polska           |
| 14.     | Max Studer       | Szwajcaria       |
| 14.     | A. Şefik         | Turcja           |
| 14.     | Bela Juhasz      | Królestwo SHS    |
| 17.     | Calle Westergren | Szwecja          |